# Подземна полевка
Подземната полевка (Microtus subterraneus), позната още като европейска подземна полевка е вид бозайник, гризач от семейство Хомякови (Cricetidae). Разпространена е Централна и Източна Европа (вкл. България), Русия и Турция.

## Физически характеристики
Тялото ѝ е дълго прибл. 10 см, а опашката – 3 до 4 см. Има относително малки очи и къси уши. Има пет мазолести издутини на задните си стъпала. Гърбът ѝ е тъмносив с кафяво-жълтеникави оттенъци, а коремът – сив. Отгоре опашката ѝ е сиво-кафява, а отдолу – белезникава.

## Разпространение
Разпространена е на територията на Западна, Централна и Югоизточна Европа, включително и в България, както и в южните и югозападните райони на Русия и Мала Азия. Разпространена е неравномерно в малочислени популации с ареал, съответстващ избрания тип местообитания.

## Местообитание
Обитава зоната на лесостепите, смесените и широколистните гори. Предпочита места с висока тревна покривка и гъст подлес от храсти. Населява и редки гори и суходолни ливади, като достига субалпийския пояс от ливади и храсти. Голяма част от живота ѝ преминава под земята, откъдето идва и името на вида. Копае дълги и сложни ходове близко под повърхността на земята, понякога непосредствено под листната настилка. Изхвърля изкопаната пръст на купчинки на повърхността. Гнездото ѝ обикновено е скрито на ок. 25 см сред корените на дърветата. Живее на колонии, най-вече в южните райони на ареала си. Край входовете на дупките ѝ се забелязват пътечки по повърхността на тревата.

## Хранене
През пролетта се храни с коренища и луковици, през лятото с листа, а през есента и зимата със семена. Понякога яде и насекоми.

## Размножаване и развитие
Ражда от 3 до 7 малки 3 – 4 пъти в годината.